# The Mighty Ducks: Game Changers
The Mighty Ducks: Game Changers (prt: A Hora dos Campeões: Uma Nova Era; bra: Virando o Jogo dos Campeões) é uma série de televisão de comédia dramática esportiva norte-americana, baseada no filme de 1992 de mesmo nome, escrito por Steven Brill. Desenvolvida por Brill, Josh Goldsmith e Cathy Yuspa para o Disney+, a série serve como uma continuação do filme e é produzida pela ABC Signature e Brillstein Entertainment, com Brill atuando como roteirista principal, e Goldsmith e Yuspa atuando como showrunners.
Lauren Graham, Brady Noon e Emilio Estevez vão estrelar a série. Em janeiro de 2018, a ABC começou a desenvolver uma série baseada na franquia The Mighty Ducks, com Brill escolhido para escrever a série. A série foi anunciada, para ser lançada na Disney+, em novembro de 2018. As filmagens da série estavam programadas para começar em fevereiro de 2020 e terminar em junho de 2020. Em agosto de 2020, foi anunciado que as filmagens poderiam começar oficialmente, depois que a Disney TV Studios fez um acordo com os sindicatos da Colúmbia Britânica para testar o elenco e os membros da equipe, devido à pandemia de COVID-19. A série estreou no Disney+ em 26 de março de 2021. Em agosto de 2021, a série foi renovada para uma segunda temporada. Ao contrário da série de filmes, que foi criticada pelos críticos, Game Changers recebeu críticas em sua maioria positivas.

## Sinopse
Agora uma potência em sua divisão, a equipe júnior de hóquei dos Mighty Ducks é seletiva sobre quem vai entrar na lista. Depois de ser expulso e saber que está perdendo tempo, um menino de 12 anos chamado Evan Morrow, a pedido de sua mãe, forma um novo time de hóquei de azarões com a ajuda do treinador original dos Patos, Gordon Bombay, que desde então se tornou um desanimado proprietário de uma pista de patinação no gelo.

## Elenco

### Principal
- Lauren Graham como Alex Morrow,[11][4] mãe de Evan e treinadora do Don't Bothers. Ela formou o Don't Bothers depois que Evan foi cortado pelos Mighty Ducks. Alex não sabia nada sobre hóquei quando começou a treinar, mas desde então ajudou a equipe a crescer em confiança, colocando a diversão em primeiro lugar. Alex foi brevemente demitida como treinadora depois de ficar muito obcecada com a vitória, mas depois voltou a tempo para os Estados Unidos. Ela trabalha como paralegal para Ducksworth, Saver & Gross Law Firm.
- Brady Noon como Evan Morrow,[11][4] o filho de Alex que é cortado pelos Ducks por ser muito lento e informado que está perdendo seu tempo persistinfo com o hóquei. Ele é o capitão do Don't Bothers até que ele se afasta para recuperar a confiança de sua equipe depois de quase sair para se juntar aos Ducks. Evan marca o primeiro gol na história do time contra seu antigo time.
- Maxwell Simkins[10] como Nick Ganz,[12] o melhor amigo de Evan que ajuda a iniciar o Don't Bothers. Ele mora com suas duas mães ao lado dos Morrows. Ele também é amigo de Winnie, a garota do cacau no Palácio de Gelo. Nick co-organizou o podcast The Wraparound com Mary Joe antes de se juntar à equipe.
- Swayam Bhatia como Sofi Hudson-Batra,[11] amiga de Evan que é uma talentosa jogadora de hóquei com um chute certeiro. Ela deixa os Ducks para se juntar ao Don't Bothers, apesar de seus pais perfeccionistas se oporem à mudança.
- Julee Cerda[10] como Stephanie, a chefe de Alex na DS&G, que muitas vezes é esnobe e frequentemente tira vantagem da natureza gentil de Alex. Seu lado mais suave aparece quando é revelado que ela e o marido, Clark, estão se divorciando. Seus gêmeos, Trevor e Ruby, jogam pelos Ducks.
- Luke Islam como Koob,[11] o goleiro do Don't Bothers com ótimos reflexos. Ele era um jogador hardcore antes de se juntar à equipe.
- Bella Higginbotham como Lauren,[11] uma membro do Don't Bothers que gosta de cosplay. Ela é vista como a executora da equipe, tendo aprendido alguns movimentos com a ex-Duck Connie Moreau.
- Taegen Burns como Maya,[11] uma membro do Don't Bothers de Nova York e parte do grupo de garotas populares na escola. Ela é a melhor amiga de Lauren.
- Kiefer O’Reilly como Logan,[11] um membro do Don't Bothers que se mudou para Minnesota de Toronto depois que seus pais se divorciaram. Ele mora com o pai na mesma rua que Evan e Nick. Apesar de ter muitos equipamentos profissionais de hóquei, Logan teve problemas para patinar até Bombay ajudá-lo a superar isso e descobrir que ele tem talento para manusear tacos. Ele é o último dos Don't Bothers a marcar um gol.
- De’Jon Watts como Sam,[11] um membro do Don't Bothers que nunca recusa um desafio, como Evan desafiando-o a se juntar à equipe.
- Emilio Estevez como Gordon Bombay (1ª temporada),[11][10][13] o treinador original dos Ducks e proprietário do Palácio de Gelo. Ele encontrave-se em um lugar escuro quando os Don't Bothers começaram a jogar na pista e reacende seu amor pelo jogo. Mais tarde, ele se torna assistente técnico do Don't Bothers e brevemente treinador quando Alex é demitida antes de ser reintegrada.

### Recorrente
- Dylan Playfair[10] como Treinador T, o treinador condescendente dos Mighty Ducks que corta Evan da equipe, antes de tentar, embora sem sucesso, trazê-lo de volta. Ele regularmente provoca os Don't Bothers e se refere a eles como um "bando de palhaços".
- Em Haine como Winnie Berigan, uma funcionária do Palácio do Gelo. Ela é amiga de Nick e muitas vezes é vista conversando com Alex. Ela também é conhecida por ter muitos namorados.
- Lia Frankland como Mary Joe, apresentadora do podcast The Wraparound e antiga co-apresentadora de Nick. Seu pai, Terry, substitui Nick quando ele se junta ao Don't Bothers.
- Amy Goodmurphy como Paula Ganz, mãe de Nick.
- Jane Stanton como Sherri Andrews, a outra mãe de Nick.

### Convidados
- Matt Doherty como Lester Averman[14]
- Elden Henson como Fulton Reed[14]
- Garrette Henson como Guy Germaine[14]
- Vincent A. LaRusso como Adam Banks[14]
- Marguerite Moreau como Connie Moreau[14]
- Justin Wong como Ken Wu[14]

## Episódios
| N.º | Título                                                                   | Dirigido por    | Escrito por                               | Exibição original   |
| --- | ------------------------------------------------------------------------ | --------------- | ----------------------------------------- | ------------------- |
| 1 | "Game On" "Começa o Jogo (BR)" Está a Valer (PT)"                        | James Griffiths | Steve Brill, Josh Goldsmith e Cathy Yuspa | 26 de março de 2021 |
| Depois que seu filho, Evan, é cortado dos Patos, agora um poderoso time de hóquei júnior, a mãe solteira, Alex Morrow, decide ajudar Evan a fundar seu próprio time para que ele possa se divertir e fugir da estressante atmosfera "vencer-a-qualquer-custo" que os patos promovem. Enquanto Evan e seu vizinho, Nick, começam a recrutar jogadores, Alex procura uma pista para seu time jogar. Depois de ser rejeitado por muitos rinques de gelo da área, Alex finalmente encontra o Palácio de Gelo, um rinque degradado de propriedade e operado por Gordon Bombay, que voltou à sua velha personalidade de odiar hóquei e crianças e mal consegue manter seu rinque à tona. Ele inicialmente recusou Alex, tentando se manter distante do hóquei, mas se convenceu quando Alex lhe ofereceu dinheiro de um programa estadual de hóquei em troca do aluguel das instalações. Enquanto isso, Evan e Nick recrutam um time de jovens desajustados, muitos dos quais não têm experiência em hóquei, para se juntar ao time. Apesar das probabilidades estarem contra eles, o time anuncia sua intenção de desafiar o resto da liga e Alex, que Evan nomeia treinadora, nomeia o time de "Nem Tenta". |                                                                          |                 |                                           |                     |
| 2 | "Dusters" "Obstáculos (BR)" Liga dos Últimos (PT)"                       | Michael Spiller | Josh Goldsmith e Cathy Yuspa              | 2 de abril de 2021  |
| Os Nem Tenta se encontram no Palácio de Gelo para seu primeiro treino. Evan está animado para começar a treinar, mas fica desanimado quando o treino de Alex se concentra mais em compartilhar sentimentos e exercícios de confiança. Alex e Evan consultam Gordon para obter conselhos, mas Gordon é inflexível quanto a permanecer longe do hóquei. A equipe também enfrenta uma grave escassez de equipamentos e Alex se esconde desanimada nas arquibancadas uma noite, onde testemunha Gordon ir para o gelo e se aquecer. Ela e Gordon conversam sobre o treinamento de Alex, antes de Gordon lhe dar uma dica sobre um estoque de equipamentos de hóquei não reclamados na pista de patinação dos Patos. Apesar do novo equipamento e de sua determinação, os Nem Tenta foram derrotados na abertura da temporada contra os Cardinals. |                                                                          |                 |                                           |                     |
| 3 | "Breakaway" "Enfrentando os Patos (BR)" Fuga (PT)"                       | Jay Karas       | Josh Goldsmith e Cathy Yuspa              | 9 de abril de 2021  |
| Evan tenta implacavelmente fazer com que Sofi se junte ao Nem Tenta, mas ela recusa todas as vezes. Winnie é abandonada pelo namorado e Nick tenta ganhar seu coração, mas Bombay o aconselha a ser apenas um amigo. Os Nem Tenta enfrentam os Patos pela primeira vez e Sofi marca uma enxurrada de gols. No entanto, uma jogada de Bombay anotada no caderno de Alex ajuda o time a marcar seu primeiro gol. Sofi decide deixar os Patos quando o treinador T repreende a equipe e a culpa por deixar Evan marcar. Alex confronta Bombay sobre seu passado e explica como deixou de ser o Homem dos Milagres de Minnesota para administrar o Palácio de Gelo. Sofi diz a Evan que ela ainda precisa da permissão de seus pais para se juntar ao Nem Tenta. |                                                                          |                 |                                           |                     |
| 4 | "Hockey Moms" "Mamães do Hóquei (BR)" Mães do Hóquei (PT)"               | James Griffiths | Josh Goldsmith e Cathy Yuspa              | 16 de abril de 2021 |
| Bombay tenta motivar Alex enquanto a ajuda a se preparar para enfrentar Stephanie, sua chefe, no Desafio de Tacadas, parte do "Hockey Moms Skills Challenge" anual dos Patos. Sofi fica exausta, pois tem treinado com os Patos e os Nem Tenta e forja a assinatura de sua mãe para que ela possa jogar pelo time. No entanto, ela acaba sendo pega quando ela aparece em um treino dos Patos acidentalmente vestindo sua camisa do Nem Tenta e é confrontada por seus pais. Durante o confronto, Alex vence com uma tacada de 66 km / h, porém perde no aspecto técnico porque seu patins cruzou a linha durante a tacada. Sofi está decepcionada, pois o time em que ela jogaria dependia de quem venceria, mas depois recebe uma surpresa de seu pai; uma permissão assinada para ela se juntar ao Nem Tenta. Em outro lugar, Nick acredita que está na “best friend zone” de Evan e o convida para uma festa do pijama. Eles também perguntam a Koob e acabam criando laços com o goleiro, enquanto tentam recuperar o telefone de Koob das mães de Nick. |                                                                          |                 |                                           |                     |
| 5 | "Cherry Picker" "Escolhendo a Dedo (BR)" Oportunista (PT)"               | Jay Karas       | Matthew Carlson                           | 23 de abril de 2021 |
| Alex e Bombay estão cada vez mais próximos, o que leva a Bombay convidar Alex para um jogo profissional de hóquei. No entanto, as coisas ficam desordenadas quando o pai de Evan, Rob, faz uma visita surpresa durante a turnê com sua banda. Evan está animado enquanto Alex está preocupada com Rob decepcionar seu filho. Enquanto isso, Lauren e Maya começam a se tornar amigas, mas o relacionamento é ameaçado quando Lauren percebe que não se encaixa no grupo de Maya. Ambas as situações chegam ao ápice no próximo jogo do Nem Tenta, quando Bombay sequestra Rob, impedindo-o de pegar seu vôo para um show, garantindo assim que ele assista ao jogo de Evan, inspirando Evan a jogar com toda sua capacidade, e Nick convence Lauren e Maya que a amizade delas é mais importante do que panelinhas sociais. Os Nem Tenta vencem seu primeiro jogo, mas Trevor, filho de Stephanie e um dos ex-companheiros de equipe de Evan, informa a Evan que o treinador T estava no jogo e quer se encontrar com ele. |                                                                          |                 |                                           |                     |
| 6 | "Spirit of the Ducks" "Espírito dos Patos (BR)" Espírito dos Ducks (PT)" | Steve Brill     | Todd Linden                               | 30 de abril de 2021 |
| Bombay encontra Fulton Reed, um dos Patos originais, quando um pedaço de concreto voa e quebra a janela de seu carro e fica sabendo sobre a o baile Espírito dos Patos, comemorando o 25º aniversário dos Patos. Enquanto isso, Evan é convidado a voltar para os Patos pelo treinador T. Ele considera seriamente voltar, chegando a ir em um treino, mas acaba decidindo permanecer com seus amigos. Bombay descobre que não foi convidado para o baile porque não representa "o melhor dos Patos". Ele se reúne com alguns dos velhos Patos que, ao saberem que não foi convidado, entram no baile e defendem seu antigo treinador. No dia seguinte, os Patos originais juntam-se aos Nem Tenta para uma recreação e Bombay aceita a posição de assistente de treinador para os Nem Tenta. Depois da recreação, no entanto, um vídeo de Evan praticando com os Patos é postado online e os Nem Tenta vão embora magoados. |                                                                          |                 |                                           |                     |
| 7 | "Pond Hockey" "Hóquei de Lago (BR/PT)"                                   | Melissa Kosar   | Marissa Berlin                            | 7 de maio de 2021   |
| Os Nem Tenta ainda estão magoados com a traição de Evan, especialmente Sofi e Sam, então Alex convoca uma reunião de jogadores e os força a entrar no vestiário para discutir, até que ocorre uma falta de energia no Palácio de Gelo. Bombay improvisa e leva a equipe para a mesma lagoa congelada que usou quando criança para ajudar a aprimorar os instintos da equipe e isso ajuda Evan a encontrar uma maneira de reconquistar a confiança de seu time ao se tornar capitão. Alex, entretanto, começa a duvidar de suas habilidades como treinadora ao ver como Bombay está lidando com a equipe e decide se afastar e deixá-lo assumir. Bombay, no entanto, admite que deliberadamente cortou a energia do Palácio de Gelo e lembra Alex que foi ela quem despertou seu amor pelo jogo e a incentiva a assumir as rédeas e liderar o time. Evan faz as pazes com Sofi e impede Sam de desistir. Depois de todo o drama, os Nem Tenta se reúnem para outra vitória tardia. |                                                                          |                 |                                           |                     |
| 8 | "Change on the Fly" "Mudança de Voo (BR)" Mudança de Última Hora (PT)"   | Michael Spiller | Damir Konjicija e Dario Konjicija         | 14 de maio de 2021  |
| Os Nem Tenta começam a melhorar, devido Alex os lembrar de continuar a "colocar a diversão em primeiro lugar", que passa a ser o seu lema. No entanto, a tentação de vencer faz com que Alex comece a sobrecarregar a equipe, o que os deixa incomodados, apesar de continuarem com sua sequência de vitórias. Logan, que ainda tem dificuldades para patinar, recebe uma lição do treinador Bombay sobre como andar de patins. Bombay, depois de ver Logan fazer panquecas antes do treino, percebe que ele tem potencial para lidar com tacos. Nick fica com inveja de todos que o superam, mas quando Logan fala com Nick, ele revela que tem inveja do relacionamento de Nick com suas mães. Os Nem Tenta jogam sua última partida contra os Huskies, onde o vencedor vai para os Estaduais. No jogo, Alex se recusa a colocar Logan no gelo, pois ela acredita que sua jogada só vai fazer os dois empatarem. No entanto, Nick engana Alex, permitindo que Logan tome seu lugar, e ele marca o último gol, vencendo o jogo para o Nem Tenta. No entanto, Alex repreende o time após o jogo por enganá-la e a equipe percebe que ela ficou muito focada em vencer. Evan e a equipe concordam que Alex precisa ser demitida de sua posição de treinadora. |                                                                          |                 |                                           |                     |
| 9 | "Head Games" "Jogos Principais (BR)" Jogos Psicológicos (PT)"            | Melissa Kosar   | Rita Hsiao                                | 21 de maio de 2021  |
| Evan demite Alex de sua posição de treinadora. Ela aceita, percebendo seus erros e decide ir para seu escritório para trabalhar. Evan quer convidar Sofi para a festa que será realizada para os jogadores na noite anterior ao torneio, mas ela responde de maneira confusa, levando-o a pedir conselhos à podcaster Mary Joe. Mas ela o leva a perguntar a ela em vez disso, apenas para deixar Nick com ciúmes. Sofi e Nick percebem isso e Sofi decide aparecer com Trevor, e Nick fica com ciúmes, já que tem uma queda por Mary Joe. No trabalho, Alex inadvertidamente descobre que Stephanie e Clark estão se divorciando e ela tem uma ligação com sua chefe deprimida, encontrando semelhanças em suas vidas. Enquanto isso, Bombay e o treinador T tomam uma bebida no bar, mas o treinador T estava apenas manipulando Bombay para deixar escapar o segredo de que ele não era elegível para o NCAA devido a um erro que Bombay cometeu anos atrás. Isso leva o comitê do torneio a desqualificar Bombay e o Nem Tenta. Alex e Stephanie, tendo recebido um telefonema de Evan, aparecem como "advogadas" de Bombay e expõem um erro sobre a alegação da liga na discussão e a liga decide deixar Bombay ser o treinador. Evan consegue que Mary Joe e Nick fiquem juntos e ele se reconcilia com Sofi, após sua briga, mais tarde revelando seus sentimentos um ao outro. |                                                                          |                 |                                           |                     |
| 10 | "State of Play" "Estado de Jogo (BR/PT)"                                 | Michael Spiller | Marissa Berlin e Todd Linden              | 28 de maio de 2021  |
| Os Nem Tenta vencem até chegarem as finais do Estadual para enfrentarem os Patos. No entanto, a lesão na perna de Sofi a prejudica e ela se recusa a ficar de fora do jogo, pois isso faria com que o Nem Tenta desistisse por não ter jogadores suficientes. O resto do time decide se a lesão vale o troféu e todos concordam em fazê-la ficar de fora. Os Patos são declarados campeões devido à desistência. Na saída do ringue, os Patos e os Nem Tenta se encontram no corredor e concordam em jogar no Palácio de Gelo valendo uma aposta (se os Patos ganharem, os nem Tenta devem sair da liga, e se os Nem Tenta ganharem, eles receberão o nome dos Patos). O jogo no Palácio de Gelo começa com o Nem Tenta saindo primeiro no placar. O técnico T incentiva sua equipe a jogar sujo, pois há apenas um árbitro. Após o segundo período, os Patos estão na frente por dois gols. No vestiário do Nem Tenta a equipe se reúne mais uma vez e Bombay os surpreende com os uniformes originais dos Patos. O Nem Tenta empata o jogo e então usa a formação do V Voador para marcar o gol da vitória e garantir o nome dos Patos. Mais tarde, Bombay refaz o gelo com um Zamboni e o logotipo original dos Patos no centro do ringue do Palácio de Gelo. |                                                                          |                 |                                           |                     |

## Produção

### Desenvolvimento
Em 2018, Steven Brill e Jordan Kerner, que respectivamente atuaram como roteiristas e produtores do filme The Mighty Ducks de 1992, apresentaram à diretora da ABC Signature, Tracy Underwood, uma ideia para uma série de televisão baseada no filme, que foi aprovada para desenvolvimento.
Em 22 de janeiro de 2018, foi revelado que uma série de TV, com meia hora de duração, de The Mighty Ducks estava sendo desenvolvida pela ABC Signature Studios, com Brill escolhido como roteirista e produtor-executivo da série. A série estava sendo comprada para várias redes e serviços de streaming pelo estúdio. Em 8 de novembro de 2018, foi constatado que a série seria lançada no serviço de streaming da Disney, o Disney+. Em 6 de novembro de 2019, foi relatado que Josh Goldsmith, Cathy Yuspa, George Heller e Brad Petrigala serão os co-produtores executivos da série ao lado de Brill. Em 12 de fevereiro de 2020, Goldsmith e Yuspa foram revelados como co-criadores e showrunners da série, enquanto Kerner e James Griffiths foram revelados como co-produtores executivos da série, com a atriz Lauren Graham também sendo creditada como co-produtora executiva. Em 2 de agosto de 2021, o Disney+ renovou a série para uma segunda temporada.

### Seleção de elenco
Em fevereiro de 2020, Lauren Graham e Brady Noon foram escalados para a série com os papéis principais, com Emilio Estevez retornando para reprisar seu papel como Gordon Bombay, além de ser produtor executivo, assim como dirigindo um epispódio. Swayam Bhatia, Taegen Burns, Julee Cerda, Bella Higginbotham, Luke Islam, Kiefer O'Reilly, Maxwell Simkins e De'Jon Watts também foram escalados para papéis não revelados. Em 18 de março de 2021, foi revelado que Elden Henson, Matt Doherty, Vinny La Russo, Marguerite Moreau, Garrette Henson e Justin Wong reprisariam seus papéis dos filmes The Mighty Ducks no sexto episódio da série. Em novembro de 2021, foi relatado que a opção da segunda temporada de Estevez não seria escolhida devido a diferenças criativas e uma disputa contratual. Em 24 de janeiro de 2022, Josh Duhamel foi escalado para um papel de protagonista na segunda temporada. Em 25 de março de 2022, Naveen Paddock se juntou ao elenco como um novo regular da série, enquanto Margot Anderson-Song, Noah Baird, Stephnie Weir, Connor DeWolfe, Timm Sharp e Tiffany Denise Hobbs se juntaram ao elenco em papéis recorrentes.

### Filmagens
As filmagens de The Mighty Ducks foram programadas para começar em 18 de fevereiro de 2020 e terminar em 11 de junho de 2020. As filmagens acontecerão em Vancouver, Colúmbia Britânica, Canadá. James Griffiths será o diretor da série. Em agosto de 2020, foi anunciado que as filmagens poderiam começar oficialmente, depois que a Disney TV Studios fez um acordo com os sindicatos da Colúmbia Britânica para testar o elenco e os membros da equipe, devido à pandemia de COVID-19. As filmagens foram retomadas oficialmente em setembro de 2020 e terminaram em 17 de dezembro de 2020. As filmagens da segunda temporada estão programadas para começar no início de 2022.

### Promoção
Em março de 2021, antes da estreia da série, e junto com o retorno da NHL à ESPN, Disney+ e ESPN colaboraram em um featurette promocional do 30 for 30 em parceria com o Cheerios intitulado The Legend of the Flying V no jogo do campeonato entre os Ducks originais e os Hawks, mostrado na cena climática de The Mighty Ducks. Entre aqueles que fornecem comentários estão os membros do Don't Bothers Sofi, Evan, Nick, Koob, Maya e Lauren, juntamente com os Ducks originais Fulton, Lester e Connie - todos interpretados por seus atores originais antes de seu retorno em Game Changers - a atacante de hóquei feminina dos Estados Unidos e medalhista de ouro olímpica Meghan Duggan, o atacante aposentado da NHL e analista de hóquei da TNT Anson Carter, e os analistas de hóquei da ESPN e âncoras do SportsCenter Linda Cohn, John Buccigross e Steve Levy.

## Lançamento
The Mighty Ducks: Game Changers foi lançada no Disney+ em 26 de março de 2021.

## Recepção
No Rotten Tomatoes, a série tem um índice de aprovação de 84% com base em 25 análises críticas, com uma classificação média de 6,72 / 10. O consenso crítico do site diz: "Game Changers não consegue virar o disco, mas tem coração e bom humor o suficiente para deixar The Mighty Ducks orgulhosos". No Metacritic, tem uma pontuação média ponderada de 71 de 100 com base em 13 avaliações críticas, indicando "avaliações geralmente favoráveis".